# Olivier Gourmet
Olivier Gourmet (ur. 22 lipca 1963 w Namur) – belgijski aktor filmowy, teatralny i telewizyjny.
Stały współpracownik braci Dardenne – występuje w ich każdym filmie od czasów Obietnicy (1996). Za rolę ojca-stolarza w ich filmie Syn (2002) otrzymał Złotą Palmę dla najlepszego aktora na 55. MFF w Cannes oraz nominację do Europejskiej Nagrody Filmowej dla najlepszego aktora. Dwukrotnie nominowany do Cezara za role w filmach Minister (2011) i Grand Central (2013).

## Filmografia
- 1990: Hostel Party – reż. Roland Lethem
- 1995: Maigret (serial TV) – reż. Pierre Joassin
- 1996: Les Steenfort, maîtres de l’orge (serial TV) – reż. Jean-Daniel Verhaeghe
- 1996: Obietnica (La promesse) – reż. Jean-Pierre i Luc Dardenne
- 1996: Ósmy dzień (Le huitième jour) – reż. Jaco Van Dormael
- 1997: Le signaleur – reż. Benoît Mariage
- 1998: Nadia et les hippopotames – reż. Dominique Cabrera
- 1998: Papa est monté au ciel (film TV) – reż. Jacques Renard
- 1998: Le bal masqué – reż. Julien Vrebos
- 1998: Żyję i kocham was (Je suis vivante et je vous aime) – reż. Roger Kahane
- 1998: J'adore le cinéma – reż. Vincent Lannoo
- 1998: Ci, którzy mnie kochają, wsiądą do pociągu (Ceux qui m'aiment prendront le train) – reż. Patrice Chéreau
- 1998: Cantique de la racaille – reż. Vincent Ravalec
- 1999: Podróż do Paryża (Le voyage à Paris) – reż. Marc-Henri Dufresne
- 1999: Rosetta – reż. Jean-Pierre i Luc Dardenne
- 1999: Być może (Peut-être) – reż. Cédric Klapisch
- 2001: Nationale 7 – reż. Jean-Pierre Sinapi
- 2001: Toreros – reż. Eric Barbier
- 2001: Sauve-moi – reż. Christian Vincent
- 2001: Księżniczki (Princesses) – reż. Sylvie Verheyde
- 2001: Dossier dopage: Contre-la-montre (film TV) – reż. Jean-Pierre Sinapi
- 2001: Na moich ustach (Sur mes lèvres) – reż. Jacques Audiard
- 2001: Petite sœur – reż. Ève D’boise
- 2001: Mercredi, folle journée! – reż. Pascal Thomas
- 2001: Mleko ludzkich uczuć (Le lait de la tendresse humaine) – reż. Dominique Cabrera
- 2001: De l'histoire ancienne – reż. Orso Miret
- 2002: Un moment de bonheur – reż. Antoine Santana
- 2002: Une part du ciel – reż. Bénédicte Liénard
- 2002: Był sobie anioł (Peau d’ange) – reż. Vincent Pérez
- 2002: Syn (Le fils) – reż. Jean-Pierre i Luc Dardenne
- 2002: Przepustka (Laissez-passer) – reż. Bertrand Tavernier
- 2003: Czas wilka (Le temps du loup) – reż. Michael Haneke
- 2003: Z pustymi rękami (Les mains vides) – reż. Marc Recha
- 2003: Le mystère de la chambre jaune – reż. Bruno Podalydès
- 2003: Adieu – reż. Arnaud des Pallières
- 2004: Trouble – reż. Harry Cleven
- 2004: Zabić każdy może (Pour le plaisir) – reż. Dominique Deruddere
- 2004: Les fautes d’orthographe – reż. Jean-Jacques Zilbermann
- 2004: Folle embellie – reż. Dominique Cabrera
- 2004: Gdy podnosi się morze (Quand la mer monte...) – reż. Yolande Moreau i Gilles Porte
- 2004: Most artystów (Le pont des Arts) – reż. Eugène Green
- 2005: La petite Chartreuse – reż. Jean-Pierre Denis
- 2005: Ostre cięcia (Le couperet) – reż. Costa-Gavras
- 2005: Dziecko (L’enfant) – reż. Jean-Pierre i Luc Dardenne
- 2005: Perfumy kobiety w czerni (Le parfum de la dame en noir) – reż. Bruno Podalydès
- 2005: Wypalony (Sauf le respect que je vous dois) – reż. Fabienne Godet
- 2006: Brygady tygrysa (Les brigades du Tigre) – reż. Jérôme Cornuau
- 2006: Kongorama (Congorama) – reż. Philippe Falardeau
- 2006: Mój syn i ja (Mon fils à moi) – reż. Martial Fougeron
- 2006: Mon colonel – reż. Laurent Herbiet
- 2006: Poison d’avril (film TV) – reż. William Karel
- 2007: Męstwo i honor (Jacquou le croquant) – reż. Laurent Boutonnat
- 2007: Jedź i długo nie wracaj (Pars vite et reviens tard) – reż. Régis Wargnier
- 2007: Cowboy – reż. Benoît Mariage
- 2007: L'affaire Ben Barka (film TV) – reż. Jean-Pierre Sinapi
- 2008: Dom przy autostradzie (Home) – reż. Ursula Meier
- 2008: Go Fast – reż. Olivier Van Hoofstadt
- 2008: Coluche, l'histoire d’un mec – reż. Antoine de Caunes
- 2008: Milczenie Lorny (Le silence de Lorna) – reż. Jean-Pierre i Luc Dardenne
- 2008: Wróg publiczny numer jeden (Mesrine: L'ennemi public n° 1) – reż. Jean-François Richet
- 2009: Opowieści z ławeczki (Bancs publics (Versailles rive droite)) – reż. Bruno Podalydès
- 2009: Anioł nad morzem (Un ange à la mer) – reż. Frédéric Dumont
- 2009: Dla syna (Pour un fils) – reż. Alix De Maistre
- 2009: L’amour caché – reż. Alessandro Capone
- 2009: Altiplano – reż. Peter Brosens i Jessica Hope Woodworth
- 2010: Czarna Wenus (Vénus noire) – reż. Abdellatif Kechiche
- 2010: Blanc comme neige – reż. Christophe Blanc
- 2010: Nic do oclenia (Rien à déclarer) – reż. Dany Boon
- 2010: Robert Mitchum nie żyje (Robert Mitchum est mort) – reż. Olivier Babinet i Fred Kihn
- 2011: Légitime défense – reż. Pierre Lacan
- 2011: Romans mojej żony (Le roman de ma femme) – reż. Dżamszed Usmonow
- 2011: Chłopiec na rowerze (Le gamin au vélo) – reż. Jean-Pierre i Luc Dardenne
- 2011: Minister (L'exercice de l'État) – reż. Pierre Schöller
- 2011: Montana – reż. Stephan Streker
- 2012: Strzelec (Le guetteur) – reż. Michele Placido
- 2013: Grand Central – reż. Rebecca Zlotowski
- 2013: Czułość (La tendresse) – reż. Marion Hänsel
- 2014: Dwa dni, jedna noc (Deux jours, une nuit) – reż. Jean-Pierre i Luc Dardenne
- 2014: Seryjny zabójca nr 1 (L'affaire SK1) – reż. Frédéric Tellier
- 2014: Pani Bovary (Madame Bovary) – reż. Sophie Barthes
- 2015: W maju niech się dzieje, co chce (En mai, fais ce qu'il te plaît) – reż. Christian Carion
- 2016: Nieznajoma dziewczyna (La fille inconnue) – reż. Jean-Pierre i Luc Dardenne
- 2016: Chocolat – reż. Roschdy Zem
- 2016: Ślub (Noces) – reż. Stephan Streker
- 2017: Młody Karol Marks (Le jeune Karl Marx) – reż. Raoul Peck
- 2017: Dwie kobiety (Sage femme) – reż. Martin Provost
- 2017: Wielkie zimno (Grand froid) – reż. Gérard Pautonnier